# Guettarda retusa
Guettarda retusa är en måreväxtart som beskrevs av Charles Wright. Guettarda retusa ingår i släktet Guettarda och familjen måreväxter. IUCN kategoriserar arten globalt som utdöd. Inga underarter finns listade i Catalogue of Life.